# Liste der Monuments historiques in Saint-Germain-le-Châtelet
Die Liste der Monuments historiques in Saint-Germain-le-Châtelet führt die Monuments historiques in der französischen Gemeinde Saint-Germain-le-Châtelet auf.

## Liste der Objekte
| Bezeichnung            | Beschreibung                  | Standort                        | Kennzeichnung | Schutzstatus | Datum | Bild |
| ---------------------- | ----------------------------- | ------------------------------- | ------------- | ------------ | ----- | ---- |
| Skulpturengruppe Pietà | Holz, bemalt, 17. Jahrhundert | in der Kirche St-Germain (Lage) | PM90000386    | Inscrit      | 1981  |      |
| Möbel in der Sakristei | Eichenholz, 1778              | in der Kirche St-Germain (Lage) | PM90000387    | Inscrit      | 1988  |      |